# Lac Ashuapmushuan
Lac Ashuapmushuan är en sjö i Kanada.   Den ligger i regionen Saguenay–Lac-Saint-Jean och provinsen Québec, i den östra delen av landet, 400 km norr om huvudstaden Ottawa. Lac Ashuapmushuan ligger 367 meter över havet. Arean är 28,2 kvadratkilometer. Den sträcker sig 15,2 kilometer i nord-sydlig riktning, och 15,9 kilometer i öst-västlig riktning.
I omgivningarna runt Lac Ashuapmushuan växer i huvudsak blandskog. Trakten runt Lac Ashuapmushuan är nära nog obefolkad, med mindre än två invånare per kvadratkilometer.